# Nophodoris
Nophodoris Valdés & Gosliner, 2001 è un genere di molluschi nudibranchi della famiglia Discodorididae.

## Tassonomia
Il genere comprende le seguenti specie:
- Nophodoris armata Valdés & Gosliner, 2001
- Nophodoris infernalis Valdés & Gosliner, 2001